# Jelle Hotses
Jelle Hotses, ook bekend onder de namen: Gellius Snecanus (Frisius) of Gellius Hotzenides, (Sneek, ca. 1525 - Leeuwarden, ca. 1596) was een Nederlands theoloog en pastoor.
Hotses was werkzaam als pastoor in Giekerk, waar hij al voor 1565 op sluipbijeenkomsten predikte voor de reformatie. Hij werd mede hierdoor ook wel de Hervormer van Friesland genoemd. Hotses vluchtte in 1567 naar Oost-Friesland, maar kwam vele malen terug. Hotses was een populair predikant, maar was ook bekend als theoloog. Na 1583 werd Hotses vrijgesteld van studie en schreef hij tegen de doopsgezinden en voor een betere predikantenopleiding. Hiermee was hij een van de voortrekkers van de remonstranten. Deze stukken schreef hij veelal anoniem. 